# (1209) Pumma
(1209) Pumma – planetoida z pasa głównego asteroid okrążająca Słońce w ciągu 5 lat i 235 dni w średniej odległości 3,17 au. Została odkryta 22 kwietnia 1927 roku w Landessternwarte Heidelberg-Königstuhl w Heidelbergu przez Karla Reinmutha. Nazwa planetoidy pochodzi od przezwiska siostrzenicy/bratanicy Albrechta Kahrstedta, niemieckiego astronoma. Przed nadaniem nazwy planetoida nosiła oznaczenie tymczasowe (1209) 1927 HA.